# ماهواره نجومی هلند
ماهواره نجومی هلند(به انگلیسی: Astronomical Netherlands Satellite) (به هلندی: Astronomische Nederlandse Satelliet) یک تلسکوپ اشعه ایکس و فرابنفش فضایی بود. این ماهواره با کمک موشک اسکات (Scout) در ۳۰ اوت ۱۹۷۴ از پایگاه نیروی هوایی واندنبرگ، ایالات متحده به مدار زمین پرتاب شد. این مأموریت که به‌طور مشترک توسط ناسا و سازمان تحقیقات فضایی هلند (Netherlands Institute for Space Research) برای ۲۰ ماه اجرا شد، تا ماه ژوئن سال ۱۹۷۶ ادامه داشت. این ماهواره در ۱۴ ژوئن ۱۹۷۷ مجدداً وارد جو زمین شد. 